# Caricea iyoensis
Caricea iyoensis är en tvåvingeart som beskrevs av Shinonaga 2003. Caricea iyoensis ingår i släktet Caricea och familjen husflugor. Inga underarter finns listade i Catalogue of Life.